# Plan de numérotation téléphonique en Inde

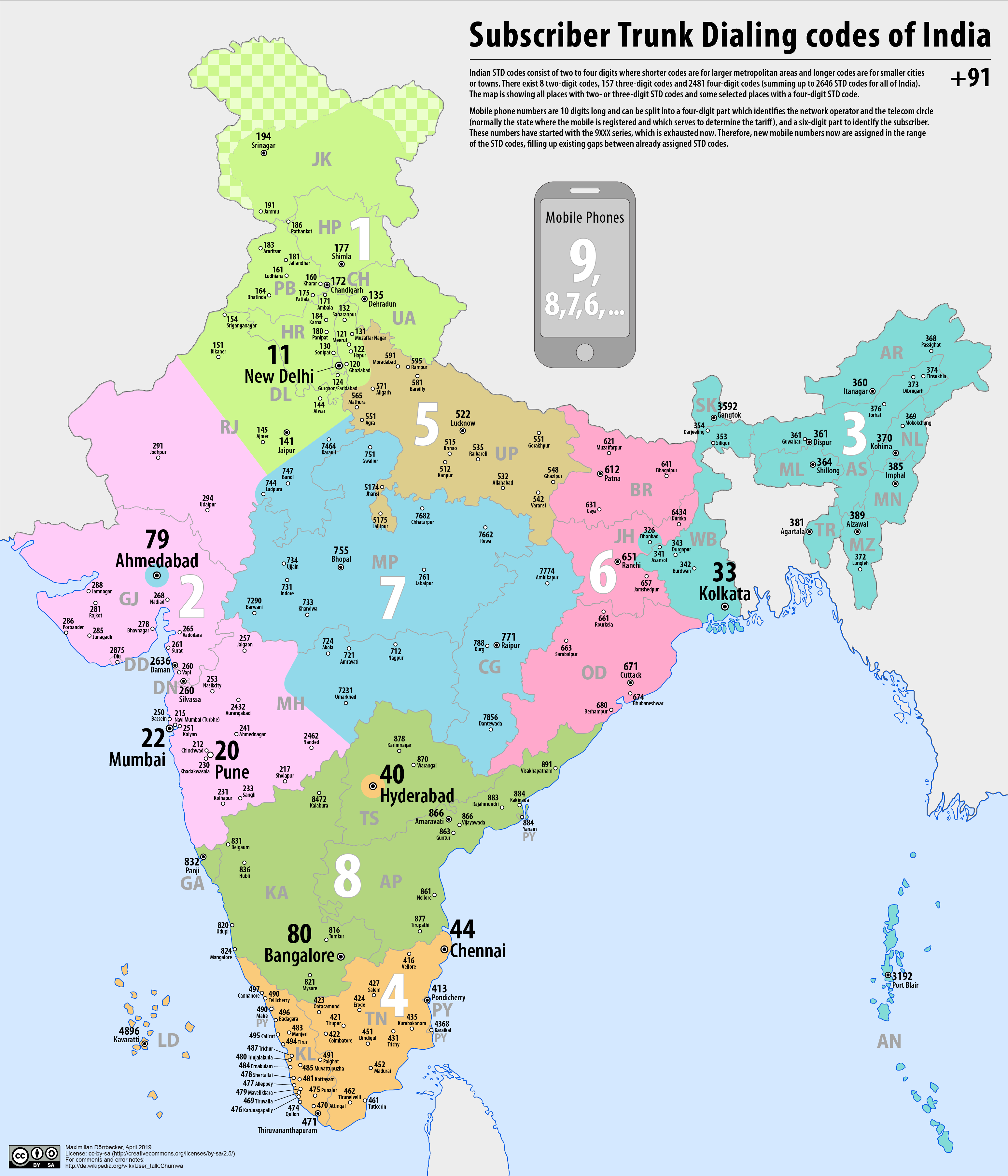
Indicatifs télephonique de l'Inde

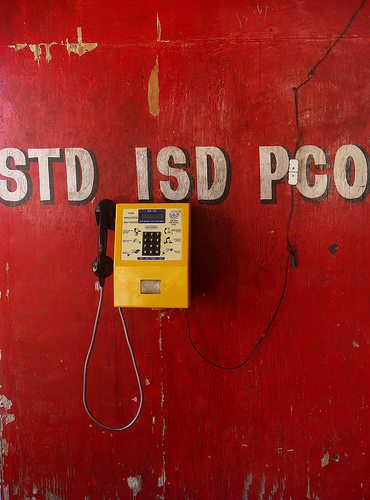
Un téléphone public à Auroville.

Le plan de numérotation téléphonique en Inde est administré par le département des Télécommunications au sein du ministère des Communications.  Sa dernière révision date de 2003.
L'Union internationale des télécommunications a attribué l'indicatif « 91 » à l'Inde.

## Lignes fixes
Les numéros de téléphone fixes sont composés ainsi : 
0+[indicatif de zone]-[numéro de l'abonné].
Il n'est pas nécessaire de composer l'indicatif pour appeler un numéro dans la même zone mais il faut composer « 0+[indicatif] » pour obtenir la ligne dans une zone différente ainsi que dans tous les cas depuis un téléphone mobile.
Les indicatifs de zone (« STD code ») sont des numéros de deux à quatre chiffres assignés à une ville, un village ou une localité. Les agglomérations les plus importantes ont les indicatifs les plus courts, par exemple : 
- 11   - New Delhi (Delhi)
- 22   - Mumbai (Maharashtra)
- 33   - Kolkata (Bengale-Occidental)
- 44   - Chennai (Tamil Nadu)
- 20   - Pune (Maharashtra)
- 40   - Hyderabad (Telangana)
- 79   - Ahmedabad (Gujarat)
- 80   - Bangalore (Karnataka)
- 120  - Ghaziabad/Noida (Uttar Pradesh)
- 141  - Jaipur (Rajasthan)
- 175  - Patiala (Pendjab)
- 265  - Vadodara (Gujarat)
- 413  - Puducherry (Puducherry)
- 422  - Coimbatore (Tamil Nadu)
- 452  - Madurai (Tamil Nadu)
- 471  - Thiruvananthapuram (Kerala)
- 484  - Kochi (Kerala)
- 522  - Lucknow (Uttar Pradesh)
- 542  - Varanasi (Uttar Pradesh)
- 562 – Agra (Uttar Pradesh)
- 612  - Patna (Bihar)
- 751  - Gwalior (Madhya Pradesh)
- 821  - Mysore (Karnataka)
- 1882 - Hoshiarpur (Pendjab)
- 7582 - Sagar (Madhya Pradesh)

Les numéros d'abonné font au maximum 8 chiffres (dans les plus grandes villes) de sorte que la longueur totale d'un numéro de téléphone (indicatif de zone + numéro d'abonné) est toujours de 10 chiffres. Par exemple, 7513200000 est un numéro dans la zone de Gwalior (751) dont le numéro d'abonné est 3200000. Le premier chiffre du numéro d'abonné indique l'opérateur :
- 2 - BSNL et MTNL
- 3 - Reliance Communications
- 4 - Bharti Airtel
- 6 - Tata Indicom

Ainsi, le numéro 020-30303030 est une ligne fixe de Reliance à Pune, 011-20000198 est un numéro de l'opérateur MTNL à Delhi, 033-45229320 est une ligne d'Airtel à Kolkata et 07582-221434 est un numéro BSNL à Sagar.

## Numéros mobiles
Les numéros de téléphone mobile débutent par « 9 », « 8 » ou « 7 » et prennent la forme 
« ....-NNNNNN », où les « .... » représentent l'indicatif de cercle et d'opérateur et « NNNNNN » le numéro de l'abonné.
Le département des Télécommunications a divisé l'Inde en 22 cercles téléphoniques pour le réseau mobile, de sorte qu'un appel au sein d'un même cercle est considéré comme un appel local et qu'un appel d'un cercle à l'autre est un appel longue distance. Un cercle téléphonique correspond généralement à un État, avec quelques exceptions : Mumbai et Kolkata forment chacune un cercle séparé de celui du Maharashtra et du Bengale-Occidental, Goa fait partie du cercle téléphonique du Maharashtra, le Chhattisgarh et le Madhya Pradesh d'un côté et le Jharkhand et le Bihar de l'autre forment des cercles communs, l'Uttar Pradesh est divisé en plusieurs cercles et le cercle téléphonique de Delhi comprend des localités en Haryana et Uttar Pradesh.
Les cercles sont répartis en quatre catégories : Metro (pour les villes), A, B et C. 
| Nom du cercle      | Code | Catégorie | Territoire couvert                                                                                   |
| ------------------ | ---- | --------- | --- |
| Andhra Pradesh     | AP   | A         | États de l'Andhra Pradesh et du Télangana et district de Yanam                                       |
| Assam              | AS   | C         | État de l'Assam                                                                                      |
| Bihar              | BR   | C         | États du Bihar et du Jharkhand                                                                       |
| Chennai            | CH   | -         | Chennai (le cercle de Chennai a fusionné avec celui du Tamil Nadu en 2007)                           |
| Delhi              | DL   | Metro     | Delhi, Faridabad, Ghaziabad, Gurgaon et Noida                                                        |
| Gujarat            | GJ   | A         | État du Gujarat, territoires de Daman et Diu et Dadra et Nagar Haveli                                |
| Himachal Pradesh   | HP   | C         | État de l'Himachal Pradesh                                                                           |
| Haryana            | HR   | B         | État de l'Haryana (sauf Faridabad, Gurgaon et Panchkula).                                            |
| Jammu-et-Cachemire | JK   | C         | État du Jammu-et-Cachemire                                                                           |
| Kerala             | KL   | B         | État du Kerala, territoire des Lakshadweep et district de Mahé                                       |
| Karnataka          | KA   | A         | État du Karnataka                                                                                    |
| Kolkata            | KO   | Metro     | Kolkata (y compris les districts de Howrah, Hooghly, North et South 24 Parganas et Nadia)            |
| Maharashtra & Goa  | MH   | A         | États du Maharashtra (sauf Mumbai, Navi Mumbai et Kalyan) et Goa                                     |
| Madhya Pradesh     | MP   | B         | États du Madhya Pradesh et du Chhattisgarh                                                           |
| Mumbai             | MU   | Metro     | Mumbai, Navi Mumbai et Kalyan                                                                        |
| North East         | NE   | C         | États de l'Arunachal Pradesh, du Meghalaya, du Mizoram, du Nagaland, du Manipur et de Tripura        |
| Orissa             | OR   | C         | État de l'Odisha                                                                                     |
| Punjab             | PB   | B         | État du Pendjab, territoire de Chandigarh et Panchkula                                               |
| Rajasthan          | RJ   | B         | État du Rajasthan                                                                                    |
| Tamil Nadu         | TN   | A         | État du Tamil Nadu et districts de Puducherry et Karaikal                                            |
| UP (East)          | UE   | B         | Est de l'Uttar Pradesh                                                                               |
| UP (West)          | UW   | B         | Ouest de l'Uttar Pradesh (sauf Ghaziabad et Noida) et État de l'Uttarakhand                          |
| West Bengal        | WB   | C         | État du Bengale-Occidental (sauf Kolkata), territoires des îles Andaman-et-Nicobar et État du Sikkim |